# Collonges-sous-Salève
Collonges-sous-Salève település Franciaországban, Haute-Savoie megyében. Lakosainak száma 3876 fő (2022. január 1.). Collonges-sous-Salève Archamps, Bossey és La Muraz községekkel határos.

## Népesség
A település népességének változása:
| Lakosok száma | 3884 | 3938 | 4079 | 3979 | 3952 | 3948 | 3973 | 3919 | 3876 |
|               | 2013 | 2015 | 2016 | 2017 | 2018 | 2019 | 2020 | 2021 | 2022 |